# Lega Nazionale B 2016-2017 (calcio femminile)
La Lega Nazionale B 2016-2017, campionato svizzero femminile di seconda serie, ha visto la promozione di Aarau e Femina Kickers Worb.

## Squadre partecipanti
| Club                | Città                            | Stadio                     | Capienza | Stagione 2015-2016                     |
| ------------------- | -------------------------------- | -------------------------- | -------- | -------------------------------------- |
| Aarau               | Suhr (AG)                        | Sportanlage Schachen Aarau | 1 000    | 2º in qualificazione, 4º in finale LNB |
| Aïre-le-Lignon      | Aïre e Le Lignon di Vernier (GE) | Stade d'Aïre               | 1 000    | 1º posto nel gir.A della Prima Lega    |
| Chênois             | Chêne-Bourg (GE)                 | Stade des Trois-Chêne      | 1 000    | 7º posto in LNB, salvo                 |
| Femina Kickers Worb | Worb (BE)                        | Worbboden                  | 400      | 4º posto in LNB, salvo                 |
| Kloten              | Kloten (ZH)                      | Sportanlage Stighag        | 500      | 1º posto nel gir.A della Prima Lega    |
| San Gallo           | San Gallo (SG)                   | Stadion Espenmoos          | 3 000    | 10º posto in LNA, retrocesso           |
| Schlieren           | Schlieren (ZH)                   | Stadion Zelgli             | 600      | 8º posto in LNB                        |
| Therwil             | Therwil (BL)                     | Sportanlage Känelboden     | 1 200    | 6º posto in LNB                        |
| Thun Berner Oberl.  | Thun (BE)                        | Stadion Lachen             | 9 540    | 5º posto in LNB                        |
| Zurigo U-21         | Zurigo-Schwamendingen (ZH)       | Heerenschürli              | 522      | 1º posto in LNB                        |

## Girone di qualificazione

### Classifica finale
|  | Pos. | Squadra             | Pt | G  | V  | N | P  | GF | GS | DR  |
|  | ---- | ------------------- | -- | -- | -- | - | -- | -- | -- | --- |
|  | 1.   | Aarau               | 40 | 18 | 13 | 1 | 4  | 52 | 20 | +32 |
|  | 3.   | Femina Kickers Worb | 33 | 18 | 10 | 3 | 5  | 41 | 35 | +6  |
|  | 2.   | Zurigo U-21         | 33 | 18 | 9  | 6 | 3  | 44 | 29 | +15 |
|  | 4.   | Therwil             | 29 | 18 | 9  | 2 | 7  | 35 | 30 | +5  |
|  | 5.   | Schlieren           | 26 | 18 | 8  | 2 | 8  | 39 | 37 | +2  |
|  | 6.   | Aïre-le-Lignon      | 25 | 18 | 8  | 1 | 9  | 39 | 41 | -2  |
|  | 7.   | San Gallo           | 24 | 18 | 7  | 3 | 8  | 39 | 42 | -3  |
|  | 8.   | Thun Berner Oberl.  | 23 | 18 | 6  | 5 | 7  | 33 | 42 | -9  |
|  | 9.   | Chênois             | 19 | 18 | 5  | 4 | 9  | 30 | 33 | -3  |
|  | 10.  | Kloten              | 3  | 18 | 0  | 3 | 15 | 14 | 57 | -43 |

Legenda:

      Va agli spareggi promozione/retrocessione con la Lega Nazionale A.
       Ammessa al girone di relegazione.
Note:

Tre punti a vittoria, uno a pareggio, zero a sconfitta.
La classifica viene stilata secondo i seguenti criteri:
- Punti conquistati
- Differenza reti generale
- Reti totali realizzate
- Punti conquistati negli scontri diretti
- Differenza reti negli scontri diretti
- Reti realizzate negli scontri diretti

## Girone di relegazione

### Classifica finale
|  | Pos. | Squadra            | Pt | G | V | N | P | GF | GS | DR  |
|  | ---- | ------------------ | -- | - | - | - | - | -- | -- | --- |
|  | 1.   | Zurigo U-21        | 49 | 7 | 5 | 1 | 1 | 25 | 8  | +17 |
|  | 2.   | Chênois            | 38 | 7 | 6 | 1 | 0 | 20 | 7  | +13 |
|  | 3.   | Therwil            | 36 | 7 | 2 | 1 | 4 | 15 | 16 | -1  |
|  | 4.   | San Gallo (-3)     | 34 | 7 | 3 | 1 | 3 | 13 | 15 | -2  |
|  | 5.   | Aïre-le-Lignon     | 34 | 7 | 3 | 0 | 4 | 15 | 17 | -2  |
|  | 6.   | Thun Berner Oberl. | 34 | 7 | 3 | 2 | 2 | 11 | 8  | +3  |
|  | 7.   | Schlieren          | 33 | 7 | 2 | 1 | 4 | 14 | 23 | -9  |
|  | 8.   | Kloten             | 4  | 7 | 0 | 1 | 6 | 8  | 27 | -19 |

Legenda:

      Relegata in Prima Lega 2017-2018.
Punti iniziali: .
Note:

Tre punti a vittoria, uno a pareggio, zero a sconfitta.
I punti sono comprensivi della metà di quelli conseguiti nel girone di qualificazione, arrotondati per difetto se dispari.

## Girone di relegazione/promozione

### Classifica finale
|  | Pos. | Squadra             | Pt | G | V | N | P | GF | GS | DR |
|  | ---- | ------------------- | -- | - | - | - | - | -- | -- | -- |
|  | 1.   | Grasshopper         | 12 | 5 | 4 | 0 | 1 | 11 | 7  | +4 |
|  | 2.   | Yverdon             | 10 | 5 | 3 | 1 | 1 | 7  | 1  | +6 |
|  | 3.   | Aarau               | 10 | 5 | 3 | 1 | 1 | 9  | 6  | +3 |
|  | 4.   | Femina Kickers Worb | 5  | 5 | 1 | 2 | 2 | 7  | 10 | -3 |
|  | 5.   | Staad               | 4  | 5 | 1 | 1 | 3 | 6  | 9  | -3 |
|  | 6.   | Derendingen         | 1  | 5 | 0 | 1 | 4 | 3  | 10 | -7 |

Legenda:
      Promosso in Lega Nazionale A 2017-2018
      Retrocesso o resta in Lega Nazionale B 2017-2018
Note:

Tre punti a vittoria, uno a pareggio, zero a sconfitta.
La classifica viene stilata secondo i seguenti criteri:
- Punti conquistati;
- Minor numero di punti di penalizzazione nella graduatoria di disciplina (RG art. 48).